# Аскеров, Кушдар Кубад оглы
Кушдар Кубад оглы Аскеров (азерб. Quşdar Qubad oğlu Əsgərov; 5 июля 1909, Аллар, Ленкоранский уезд — 15 июля 1972, Джалилабадский район) — советский азербайджанский хлебороб, Герой Социалистического Труда (1949).

## Биография
Родился 5 июля 1909 года в селе Аллар Ленкоранского уезда Бакинской губернии (ныне Джалилабадский район Азербайджана).
С 1942 года колхозник, звеньевой, бригадир, секретарь партийной организации, председатель колхоза «Красный Аллар», работник Астрахан-Базарского районного комитета партии, Астрахан-Базарского райсовета. В 1948 году получил урожай пшеницы 29 центнеров с гектара на площади 20 гектаров.
Указом Президиума Верховного Совета СССР от 1 июля 1949 года за получение в 1948 году высоких урожаев пшеницы Аскерову Кушдару Кубад оглы присвоено звание Героя Социалистического Труда с вручением ордена Ленина и золотой медали «Серп и Молот».
Активно участвовал в общественной жизни Азербайджана. Член КПСС с 1938 года.
Скончался 15 июля 1972 года в городе Джалилабад Джалилабадского района Азербайджанской ССР.